# Johnny si vzal pušku
Johnny si vzal pušku (v originále Johnny Got His Gun) je protiválečný román napsaný v roce 1938 (vydaný 1939) americkým spisovatelem a scenáristou Daltonem Trumbem. Ačkoliv nebyl proveden žádný podstatný rozbor, zdá se že jeho autor byl ovlivněn sovětskou literaturou, zejména dílem Konstantina Fedina Města a roky (1924), které svými scénami na několika stránkách připomíná. Dalton Trumbo svůj román o tři dekády později převedl na filmové plátno pod stejným názvem – Johnny si vzal pušku.

## Děj románu
Za první světové války se do nemocnice dostane americký voják, který byl zasažen dělostřeleckým granátem a přišel o ruce, nohy, sluch, zrak a většinu obličeje, jeho vědomí však zůstalo neporušeno. Bezmocné torzo je v zastrčeném pokoji udržováno naživu za pomoci lékařských přístrojů. Voják dlouho není schopen navázat žádný kontakt s okolím, teprve nová sestra s ním začne komunikovat obtahováním písmen po jeho hrudi a jako první ji napadne, že jeho trhání hlavou je signalizace Morseovou abecedou. Voják si přeje, aby jeho tělo bylo ukazováno lidem jako symbol válečné hrůzy. Když je mu sděleno, že to není možné, začne prosit o eutanazii, avšak také marně. Velkou část textu tvoří jeho vzpomínky a představy.
Příběh je historickou fikcí, nicméně inspirovanou dvěma skutečnými případy z první světové války – kanadským vojákem Curley Christianem, který přežil ztrátu všech čtyř končetin, a britským majorem, který utrpěl tak děsivá zranění, že jeho rodině bylo raději řečeno, že zahynul. Řadu postav z vojákových vzpomínek Trumbo vykreslil na základě vlastního dětství a mládí.

## Název
Název je parafrází hesla „Johnny, get your gun“ (Johnny, vezmi si pušku), které byla používáno jako slogan při náboru vojáků do americké armády koncem 19. a začátkem 20. století. Byl zpopularizován v písničce George M. Cohana "Over There", která byla často hrána v prvních letech americké účasti v první světové válce, a jejíž verze byly prodávány v mnoha kopiích v podání umělců jako byli Al Jolson, Enrico Caruso a Nora Bayesová.

## Filmová adaptace
Autor, etablovaný filmový scenárista, zpracoval svou předlohu do scénáře roku 1964 ve spolupráci s Luisem Buñuelem, z plánů na natáčení v jeho režii však sešlo. Nakonec se Trumbo rozhodl natočit film sám – byl to jeho první a jediný režijní počin, v 65 letech věku. Hlavního hrdinu ztvárnil Timothy Bottoms, další role si zahráli např. Jason Robards nebo Donald Sutherland (který se tehdy výrazně angažoval v protiválečném hnutí). Film byl uveden roku 1971 na festivalu v Cannes a získal několik cen, ohlasy ale byly smíšené a rozpočet (1 milion dolarů) se stěží zaplatil. Popularita filmu se oživila roku 1989, když záběry z něj použila metalová kapela Metallica ve videoklipu k písni One, která je románem inspirována.
Remake filmu roku 1983 pořídila Československá televize, v režii Miroslavy Valové a v hlavní roli s Michalem Peškem. Snímek zapadl a dnes je prakticky neznámý.